# حماسه مضحک
حماسه مضحک (انگلیسی: Mock-heroic) گونه‌ای ادبی است که در آن عناصر دو گونه ادبی کاملاً متفاوت، حماسه و طنز، برای بیان هدفی واحد مورد استفاده قرار می‌گیرد.
در حماسه، شخصیت‌ها از طبقات برتر جامعه برگزیده می‌شوند. متن، سبک و بیانی فخیم دارد و با توصیف حماسه‌های قهرمان یک قوم، روزگار عظمت و غرور ملی را یادآور می‌شود.اما حماسه مضحک با رویکرد به طبقات پایین‌تر جامعه با سبکی حماسی‌گونه به موضوعاتی ساده و مبتذل می‌پردازد.
درخشان‌ترین نمونه حماسه مضحک در ادبیات ایران، منظومه موش و گربه عبید زاکانی است.